# Morena Miranda
Morena Miranda (Villa Lugano, Buenos Aires, Argentina; 5 de abril de 2006) es una futbolista argentina. Juega de mediocampista en River Plate de la Primera División Femenina de Argentina.

## Trayectoria
Formada y surgida de las divisiones inferiores del Millonario, forma parte del equipo de reserva desde 2021, y compite en el Campeonato de Reserva del Fútbol Femeninoorganizado por AFA.
En abril de 2022 fue campeona de la Liga de Desarrollo en la categoría Sub-16. Ingresó desde el banco de suplentes y fue autora de un gol en el 2-0 definitivo ante Sarmiento de Junín. Susodicho campeonato clasificaba a las ganadoras del torneo "Fiesta Evolución" donde River culminó en tercero. En el partido por el tercer puesto ante Yaracuyanos de Venezuela, Miranda anotó un triplete.
Forma parte del primer equipo de La Banda desde 2022, el 25 de febrero de ese mismo año fue convocada por primera vez al primer equipo, en la primera fecha del Campeonato 2022 en el partido ante Lanús.

## Estadísticas

### Clubes
| Club                  | País      | Año              |
| --------------------- | --------- | ---------------- |
| River Plate (reserva) | Argentina | 2021 - presente* |
| River Plate           | Argentina | 2022 - presente* |

(*) Forma parte tanto del plantel reserva como del primer equipo.